# Processo aziendale
In economia aziendale il processo aziendale (o business process) è un insieme di attività interrelate, svolte all'interno dell'azienda nell'ambito della gestione operativa delle sue funzioni aziendali, che creano valore trasformando delle risorse (input del processo) in un prodotto finale (output del processo) a valore aggiunto, destinato ad un soggetto interno o esterno all'azienda (cliente). Il processo è teso al raggiungimento di un obiettivo aziendale, determinato in sede di pianificazione, se questa è presente.
Tanto le risorse quanto il prodotto possono essere beni, servizi o informazioni oppure una combinazione di questi elementi. La trasformazione dell'input in output può essere eseguita con l'impiego di lavoro umano, di macchine o di entrambi. Nelle aziende dotate di un sistema di gestione della qualità, in accordo alla norma ISO 9001, i processi aziendali devono essere misurabili e monitorabili nel tempo mediante l'utilizzo di indicatori di prestazione chiave.

## Descrizione

### Attività, sotto-processi e progetti
Un'attività è una parte di un processo che non include decisioni e che quindi non è utile scomporre ulteriormente (sebbene la scomposizione sia di per sé possibile). Le attività, quindi, possono sostanziarsi in operazioni su oggetti fisici o informativi oppure in una decisione assunta da un attore coinvolto nel processo.
Un sotto-processo è una parte del processo che comprende più attività e ha propri attributi in termini di obiettivo, input e output, contribuendo però nel contempo al raggiungimento dell'obiettivo più generale del processo.
Un progetto è volto al conseguimento di un obiettivo specifico in un determinato tempo e con determinate risorse.

### Coordinamento del processo
In un processo sono normalmente coinvolti più organi aziendali e il loro apporto è coordinato attraverso un flusso di informazioni (workflow).
Il coordinamento può essere perseguito in vari modi:
- formalizzando in procedure i compiti e le responsabilità degli organi aziendali che intervengono nel processo; spesso, infatti, è proprio nel punto di passaggio da una funzione aziendale ad un'altra che si verificano i maggiori punti di attrito nei processi;
- attribuendo la necessaria autorità funzionale ad un'apposita figura manageriale (process manager), che ha il compito di coordinare tutto il processo nella sua interezza;
- raggruppando in un'unica unità organizzativa tutti gli organi coinvolti nel processo. Questa soluzione comporta l'abbandono dei tradizionali criteri di raggruppamento basati sull'input o sull'output e, sebbene caldeggiata dalla più recente letteratura in materia di management, non ha fino ad ora riscosso molto successo nella realtà aziendale.

## Classificazione dei processi

### Processi primari e di supporto
Come si è visto, sono considerati clienti tutti coloro ai quali è destinato l'output di un processo, anche se interni all'azienda. Da questo punto di vista si distinguono:
- i processi primari, che hanno come clienti soggetti esterni all'azienda;
- i processi di supporto, che hanno come clienti soggetti interni all'azienda e che, quindi, supportano i processi primari.

### Processi direzionali, gestionali e operativi
Un'altra classificazione dei processi è la tripartizione, basata sul modello di R.N. Anthony, tra:
- processi direzionali (o strategici), che concorrono alla pianificazione di medio-lungo termine dell'organizzazione;
- processi gestionali (o di controllo), che concorrono alla traduzione degli obiettivi di medio-lungo termine nella programmazione di breve termine e controllano il raggiungimento degli obiettivi;
- processi operativi, che concorrono al raggiungimento degli obiettivi.

I processi direzionali sono tipicamente caratterizzati da decisioni non strutturate, assunte cioè in assenza di regole predeterminate per decidere. Nei processi gestionali sono invece prevalenti le decisioni semi-strutturate, assunte in base regole solo in parte predeterminate. Nei processi operativi, infine, la grande maggioranza delle decisioni sono strutturate, ossia assunte in base a regole completamente predeterminate.
I tre tipi di processi, inoltre, sono svolti a livelli diversi della struttura aziendale: ai livelli più alti i processi direzionali, che coinvolgono prevalentemente il senior management, ai livelli intermedi quelli gestionali, che coinvolgono prevalentemente il middle management, e ai livelli più bassi quelli operativi.

## Rappresentazione dei processi
Un modo semplice e diffuso di rappresentazione dei processi è quello che si serve del diagramma di flusso (flow chart) mutuato dall'informatica. Si tratta di un grafo in cui i nodi rappresentano le attività e archi orientati la loro sequenza cronologica, nel senso che se un arco esce da un'attività ed entra in un'altra, la seconda viene eseguita dopo la prima. Nei nodi diverse forme geometriche (blocchi) rappresentano i diversi tipi di attività: un rettangolo con gli angoli smussati (o un'ellisse) per l'inizio e la fine del processo, un rombo dal quale escono tanti archi quante sono opzioni per le decisioni, un rettangolo per le attività generiche e così via. 
La rappresentazione può essere arricchita disponendo le attività su diverse colonne o righe (secondo che il diagramma si sviluppi verticalmente o orizzontalmente) in corrispondenza dei diversi organi aziendali che le svolgono; in alternativa (o in aggiunta) si possono differenziare le attività svolte dai vari organi con una diversa colorazione dei blocchi (questa soluzione ovvia al problema che, nel caso di incolonnamento, si tende a percepire come maggiormente importanti le attività poste nelle colonne più a sinistra).
Oltre ai diagrammi di flusso sono stati sviluppati anche altri metodi di rappresentazione grafica dei processi, più sofisticati, tra i quali si può citare il Business Process Model and Notation (BPMN).